# Lê Long Tung
Lê Long Tung (chữ Hán: 黎龍鏦) là một hoàng tử của nhà Tiền Lê trong lịch sử Việt Nam.

## Thân thế
Lê Long Tung là con trai thứ bảy của Vua Lê Đại Hành. Sinh tại kinh đô Hoa Lư, Ninh Bình, Việt Nam. Năm 993, ông được vua Lê Đại Hành phong tước Định Phiên vương (定藩王), đóng tại Tư Doanh, tức vùng đất thuộc Cổ Loa Hà Nội ngày nay. Căn cứ vào năm sinh người con trai thứ năm của vua Lê Đại Hành (986) và năm phong vương thì năm sinh của ông nằm trong khoảng từ 986 đến 993.

## Giúp vợ conLê Long Việt
Năm 1005 Lê Đại Hành chết, theo di chiếu của vua cha, hoàng tử thứ 3 là Lê Long Việt được lên nối ngôi lấy hiệu là Trung Tông. Nhưng sau đó một số hoàng tử khác nổi lên tranh ngôi và Trung Tông bị giết. Đại Việt sử ký toàn thư cho biết khi đó "Bầy tôi đều chạy trốn, duy có Điện tiền quân là Lý Công Uẩn ôm xác mà khóc" . Riêng vợ con vua đã chạy đến cửa sông Cà Lồ thuộc vùng đất Lê Long Tung cai quản. Đặc biệt nơi này có thành Bình Lỗ của vua Lê Đại Hành, được xây dựng trong cuộc kháng chiến chống Tống lần thứ nhất.
Từ khi Lý Thái Tổ về Thăng Long (1010) thì không thấy Long Tung ở vùng Ngũ Huyện giang nữa. Riêng con của Lê Long Việt, do còn nhỏ nên ở lại và đã lập ra tại đây một dòng họ lớn.